# シュートー郡 (モンタナ州)
シュートー郡（英: Chouteau County）は、アメリカ合衆国モンタナ州の中央北部に位置する郡である。2010年国勢調査での人口は5,813人であり、2000年の5,970人から2.6％減少した。郡庁所在地はフォートベントン市（人口1,464人）であり、同郡で人口最大の自治体でもある。1865年にモンタナ準州最初の9郡の1つとして設立され、郡名は後にベントン砦（フォートベントン）となった交易基地を設立した毛皮交易業者ピエール・シュートー・ジュニアに因んで名付けられた。フォートベントンは昔、ミズーリ川の重要な港だった。
郡内にはロッキーボーイ・インディアン居留地があり、チッペワ・クリー族インディアンが住んでいる。またルイスアンドクラーク国立の森の一部もある。

## 地理
アメリカ合衆国国勢調査局に拠れば、郡域全面積は3,997平方マイル (10,352.2 km2)であり、このうち陸地は3,973平方マイル (10,290.0  km2)、水域は24平方マイル (62.2 km2)で水域率は0.59％である。
シュートー郡は昔、モンタナ準州で最大、アメリカ合衆国で第2位の大きさの郡だった。20世紀初期でもその面積は15,439 平方マイル (39,990 km2) だった。しかし郡内の一部は郡庁所在地のフォートベントンから250マイル (400 km) 以上も離れていたので、1909年に郡を分割することが合意された。1910年から1930年の間に人口も半減した。
土地の大半はプレーリーである。ベアポー山脈が東部に聳え、リトルロッキーズとハイウッド山脈が南部にある。主要河川としては、ティトン川、マリアス川、ミズーリ川およびアロウ川がある。

### 主要高規格道路
- アメリカ国道87号線

### 隣接する郡
- リバティ郡 - 北
- ヒル郡 - 北
- ブレイン郡 - 東
- ファーガス郡 - 南東
- ジュディスベイスン郡 - 南
- カスケード郡 - 南
- ティトン郡 - 西
- ポンデラ郡 - 北西

### 国立保護地域
- ルイスアンドクラーク国立の森（部分）
- ミズーリ川上流ブレイクス国立保護区（部分）

## 経済
シュートー郡はモンタナ州で最大の冬コムギ生産地である。「ゴールデントライアングル」と呼ばれる地域の中心部にあり、毎年モンタナ州のコムギ生産量の約45％を生産している。

## 人口動態
以下は2000年の国勢調査による人口統計データである。
| 基礎データ - 人口: 5,970人 - 世帯数: 2,226 世帯 - 家族数: 1,613 家族 - 人口密度: 1人/km2（2人/mi2） - 住居数: 2,776軒 - 住居密度: 0軒/km2（1軒/mi2） 人種別人口構成 - 白人: 84.00% - アフリカン・アメリカン: 0.08% - ネイティブ・アメリカン: 14.62% - アジア人: 0.23% - 太平洋諸島系: 0.10% - その他の人種: 0.23% - 混血: 0.72% - ヒスパニック・ラテン系: 0.67% 先祖による構成 - ドイツ系：23.9％ - ノルウェー系：11.7％ - イギリス系：8.2％ - アイルランド系：7.3％ 言語による構成 - 英語：96.0％ - クリー語：2.5％ - スペイン語：1.0％ | 年齢別人口構成 - 18歳未満: 28.8% - 18-24歳: 6.5% - 25-44歳: 24.1% - 45-64歳: 23.1% - 65歳以上: 17.5% - 年齢の中央値: 39歳 - 性比（女性100人あたり男性の人口） - 総人口: 100.8 - 18歳以上: 97.1 世帯と家族（対世帯数） - 18歳未満の子供がいる: 34.0% - 結婚・同居している夫婦: 60.9% - 未婚・離婚・死別女性が世帯主: 8.4% - 非家族世帯: 27.5% - 単身世帯: 24.9% - 65歳以上の老人1人暮らし: 10.6% - 平均構成人数 - 世帯: 2.59人 - 家族: 3.11人 収入と家計 - 収入の中央値 - 世帯: 29,150米ドル - 家族: 32,399米ドル - 性別 - 男性: 22,080米ドル - 女性: 19,318米ドル - 人口1人あたり収入: 14,851米ドル - 貧困線以下 - 対人口: 20.5% - 対家族数: 16.5% - 18歳未満: 29.3% - 65歳以上: 8.4% |

## 都市と町

### 都市

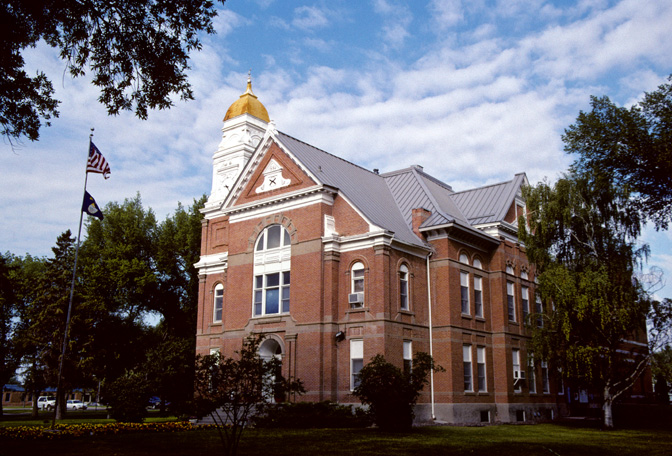
フォートベントンにあるシュートー郡庁舎

- フォートベントン - 郡庁所在地

### 町
- ビッグサンディ
- ジェラルディン

### 国勢調査指定地域
- ボノー
- ボックスエルダー
- カーター
- フラワリー
- ハイウッド
- ロマ
- パーカースクール
- ションキン
- スクエアビュート